# Atractoscion aequidens
Atractoscion aequidens är en fiskart som först beskrevs av Cuvier, 1830.  Atractoscion aequidens ingår i släktet Atractoscion och familjen havsgösfiskar. Inga underarter finns listade.

## Bildgalleri

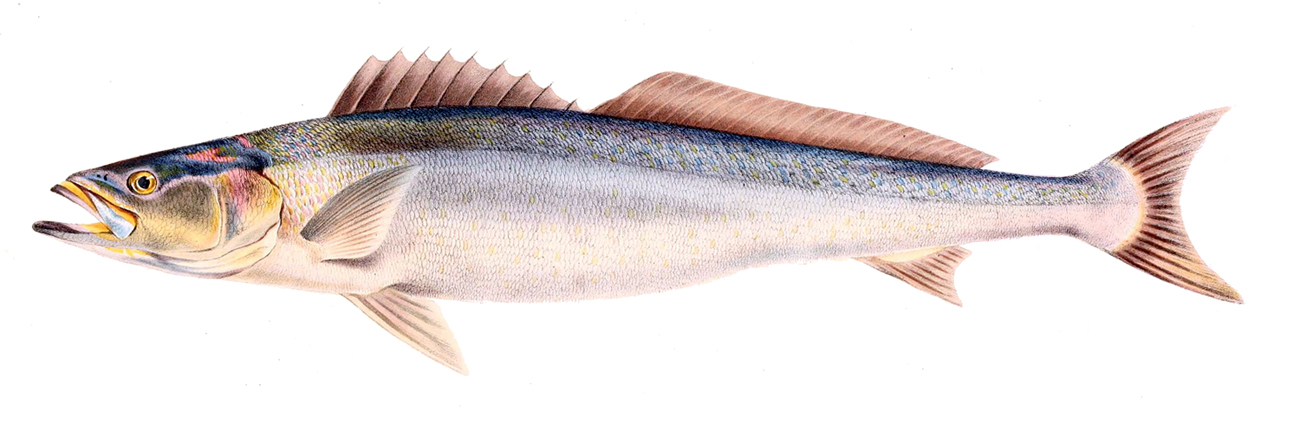
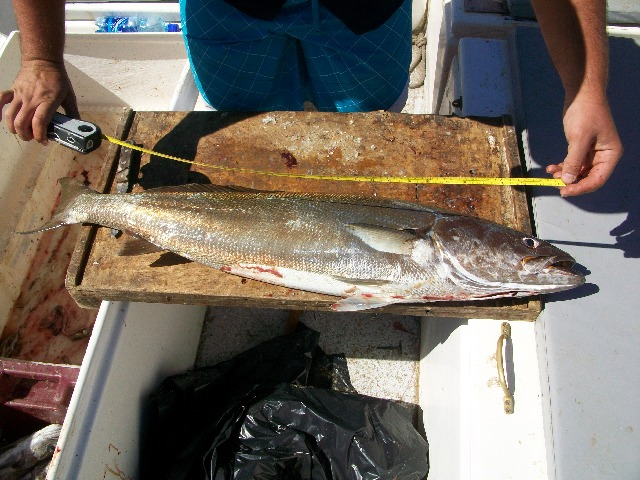